# 卡什卡河
卡什卡河，也叫卡什卡达里亚河，古称独莫水，是位於烏茲別克斯坦南部的一條河流，長378公里，覆蓋面積6,800平方公里，最後消失在卡爾希草原中。
卡什卡達里亞州得名于此河，其首府卡爾希也在此河岸，此河也從Eskianhor運河得到一些澤拉夫善河的河水，形成了奇姆庫爾干水庫。